# Черки-Кильдуразы
Черки-Кильдура́зы (тат. Кильдураз) — село в Буинском районе Республики Татарстан, административный центр Черки-Кильдуразского сельского поселения.

## География
Село находится в 1,5 км от реки Свияга, в 21 км к северу от районного центра, города Буинска, смежно селу Старые Лащи. Через село проходит железная дорога Казанского региона Горьковской железной дороги ОАО «РЖД», со станцией «95 км».

## История
Окрестности села были обитаемы в эпоху неолита и эпоху поздней бронзы, о чём свидетельствуют археологические памятники: Черки-Кильдуразские поселения I, II, III, IV (эпоха неолита, поздняя бронза).
Село упоминается в исторических документах с 1646 года.
В сословном отношении, в XVIII столетии и вплоть до 1860-х годов жителей села причисляли к государственным крестьянам. Их основными занятиями в то время были земледелие, скотоводство.
В «Списке населенных мест по сведениям 1859 года», изданном в 1866 году, населённый пункт упомянут как казённая деревня Чирки Кильдурасово 2-го стана Тетюшского уезда Казанской губернии. Располагалась при реке Лаще, по левую сторону почтового тракта из Казани в Симбирск, в 40 верстах от уездного города Тетюши и в 10 верстах от становой квартиры во владельческом селе Знаменское (Чипчаги). В деревне в 53 дворах жили 337 человек (172 мужчины и 165 женщин). Была мечеть.
По сведениям из первоисточников, в начале XX столетия в селе действовали волостное правление, мечеть, медресе.
В 1924 году в селе была открыта семилетняя школа. С 1966 года действует детский сад.
С 1929 года в селе работали коллективные сельскохозяйственные предприятия, с 1999 года — сельскохозяйственные предприятия в форме ООО.
Административно, до 1920 года село являлось одним из волостных центров Тетюшского уезда Казанской губернии, с 1920 года относилось к кантонам ТАССР, с 1930 года — к Буинскому району Татарстана.

## Население
По данным переписей, население села увеличивалось с 60 душ мужского пола в 1782 году до 863 человек в 1926 году. В последующие годы численность населения села уменьшалась, в 1970 году составила 540 человек, затем постепенно увеличивалась до 656 в 1979 году и уменьшилась до 295 человек в 2015 году. В селе проживают преимущественно татары.

## Экономика
Жители работают преимущественно в ООО «Коммуна», занимаются полеводством, мясо-молочным скотоводством.

## Социальные объекты
В селе действуют республиканский детский санаторий, средняя школа, детский сад, дом культуры, библиотека, фельдшерско-акушерский пункт.

## Религиозные объекты
Мечеть «Гимран» (с 1990 года).

## Известные уроженцы
Рамиль Хайрутдинов (1964—2025) — историк, кандидат исторических наук, заслуженный работник культуры РТ, лауреат Государственной премии РТ в области науки и техники, Государственной премии имени Г. Тукая.